# Lois January
Laura Lois January (* 5. Oktober 1913 in McAllen, Texas; † 7. August 2006 in Los Angeles, Kalifornien) war eine US-amerikanische Schauspielerin.
Schon früh begann January mit Tanzunterricht, nahm in der Schule Schauspielunterricht und ging nach deren Abschluss mit einer Tanzgruppe auf Tournee. Nach deren Ende wirkte sie als Schauspielerin in Stücken des Pasadena Playhouse mit und erhielt bald einen Vertrag bei Universal Pictures, wo sie in etwa einem Dutzend von B-Western auftrat, bevor sie zur Columbia ausgeliehen wurde. Auch bei Republic Pictures sah man sie fast ausschließlich als „Love Interest“ in Western. Im folgenden Jahrzehnt war sie in Broadway-Musicals zu sehen und in Radioshows zu hören – sie hatte während des Zweiten Weltkrieges eine eigene Show als The Revelry Girl – anschließend fand sie Beschäftigung in zahlreichen Rollen für Fernsehserien.